# Gamboa Amphibian Rescue Center
Gamboa Amphibian Rescue Center (Gamboa ARC) is een centrum in Panama dat zich richt op het behoud van amfibieën. Dit centrum bevindt zich in Gamboa. 

## Geschiedenis
Sinds het einde van de jaren negentig van de twintigste eeuw worden diverse soorten amfibieën in Panama bedreigd door de schimmelinfectie chytridiomycose. Van veel soorten liepen de aantallen sterk terug ten gevolge van deze infectie. Om de bedreigde inheemse soorten amfibieën voor uitsterven te behoeden werd besloten tot het opzetten van reservepopulaties in gevangenschap. In 2005 werd El Valle Amphibian Conservation Center gebouwd. Het Gamboa Amphibian Rescue Center werd vervolgens in 2008 geopend op het terrein van Parque Municipal Summit in Panama-stad. In 2015 verhuisde het centrum naar het onderzoekstation van het Smithsonian Tropical Research Institute in Gamboa. De centra zijn betrokken bij een voor algemeen publiek toegankelijk ranarium in het Punta Culebra Nature Center.

## Soorten

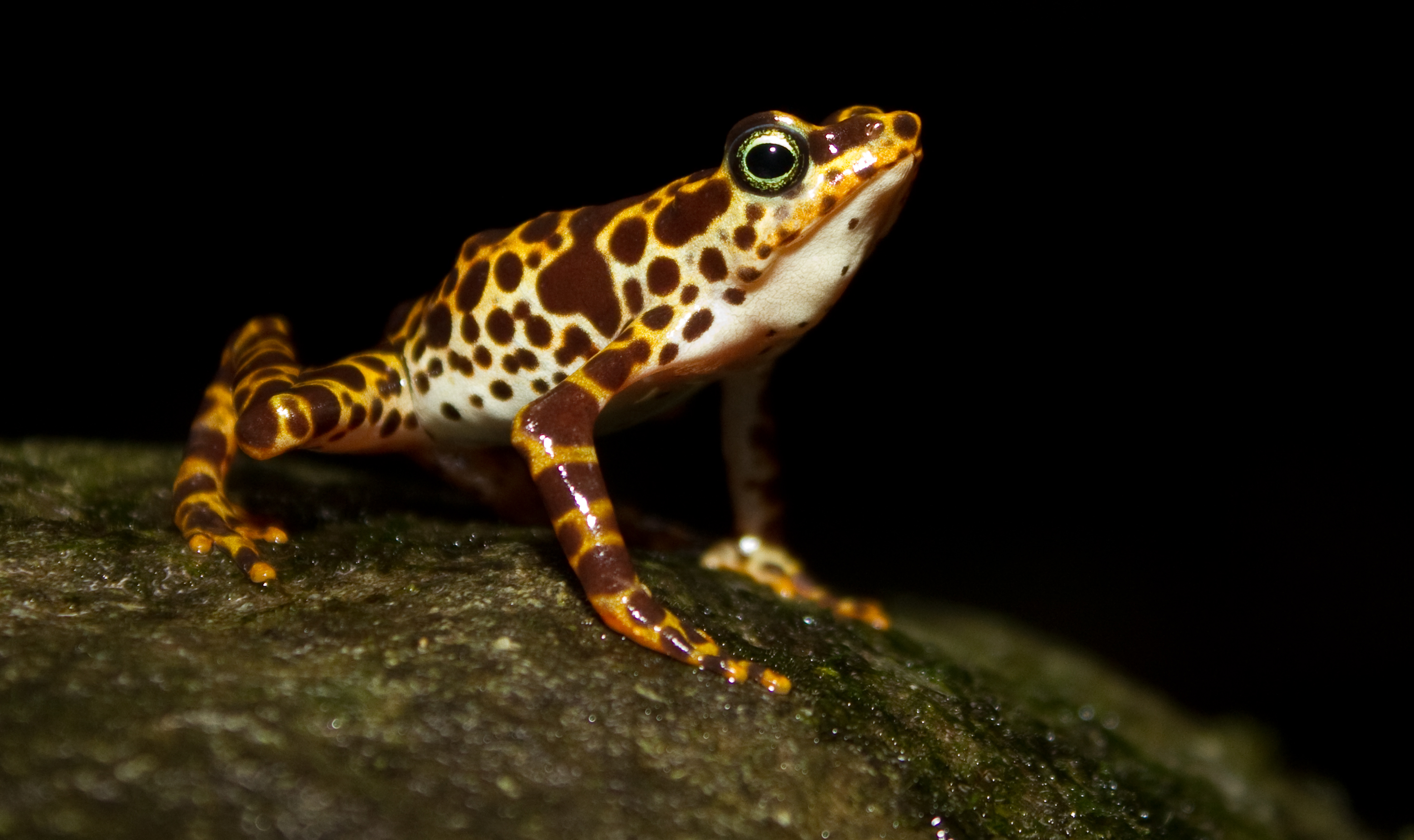
Atelopus certus

Gamboa Amphibian Rescue Center richt zich vooral op soorten uit het oosten van het land. Er zijn fokprogramma's voor Atelopus certus, Atelopus glyphus, Atelopus limosus en Hyloscirtus colymba. Laatstgenoemde soort plantte zich in 2010 voor het eerst voort in het centrum.